# Нахарар
Нахара́р (арм. նախարար, дословно: «первозданный», «первородный») — армянский дворянский титул. Нахарарство — наследственное княжество в раннесредневековой Армении.
Первоначально титул «нахарар» принадлежал главе потомственной придворной службы-нахарарства при царском дворе в Армении или королевском дворе в Киликийской Армении. Почётная должность нахарара была прерогативой самых влиятельных великокняжеских родов и передавалась по наследству от отца к старшему сыну.
Со временем под нахарарами стали понимать вообще представителей высшей аристократии древней Армении, глав аристократических родов. В этом смысле это звание стало аналогом мецамеца, ишхана, патрика, архонта и мелика.
Нахарарами называли представителей крупных княжеских родов и наследственных правителей гаваров в Великой Армении.
Чаще всего, нахарар воплощал в себе все три вышеприведённые значения этого слова.

## Современность
Сегодня термин «нахарар» используется в отношении министров, то есть министр в Армении именуется нахараром, равно как и министерство — нахарарством (арм. նախարարություն [nakhararutyun]).